# Couratari guianensis

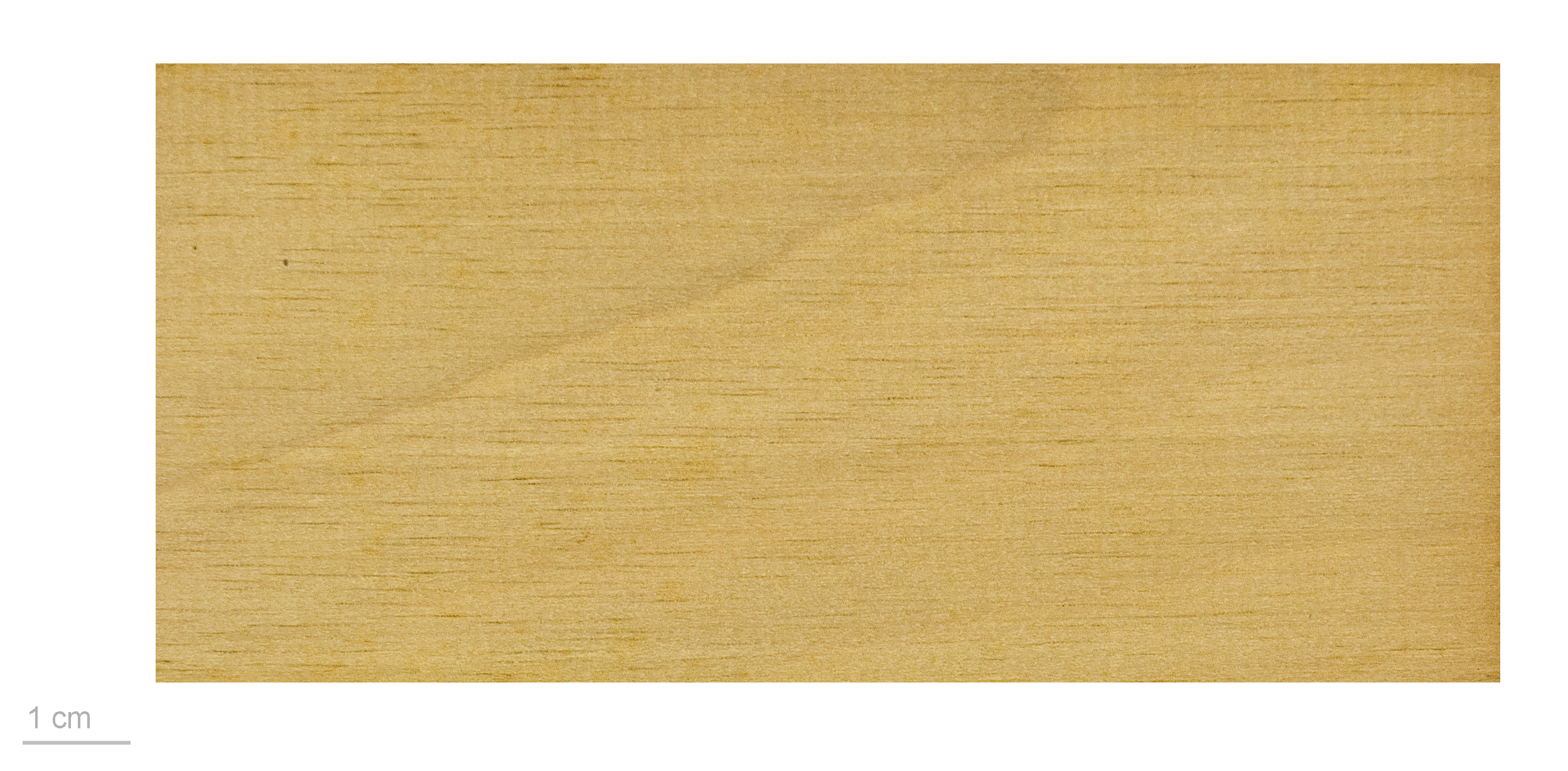
Couratari guianensis

El congolo, caobilla, amarilón, tinajito, coquito, carapelo, burillón o cachimbo (Couratari guianensis), es una especie de árbol perteneciente a la familia Lecythidoideae. 

## Descripción
Es un árbol que alcanza hasta 30 m de altura. El tronco tiene de 70 cm a un metro de diámetro, con protuberancias en la base y ramas en la copa. Hojas simples alternas, agrupadas al final de las ramas. Presentan inflorescencia terminal abundante, con flores rosadas, rojizas o lilas de seis sépalos y seis pétalos. El fruto tiene forma de cápsula de 10 cm de longitud, leñoso y de color verde, con una tapa en la parte terminal. Las semillas son delgadas de color pardo oscuro.
Se encuentra en los bosques húmedos tropicales desde Costa Rica hasta Bolivia, Brasil y las Guayanas, a menos de 700 m s. n. m. y.
En Colombia se encuentra en la  costa Caribe y es muy apetecida en joyería para la elaboración artesanal de collares. 
La madera es usada en construcciones y la corteza del tronco para extraer fibras para confeccionar ciertas ropas u objetos.
De la corteza de esta especie se obtiene la sal para la elaboración del ambil y con las fibras de la corteza se realiza el  carguero y  se hace la falda que utilizan los hombres en el baile del chontaduro en marzo. Además también se reportan uso de las semillas como alimenticio.(Sánchez et al 1999;Pinedo et al 1990)

## Sinonimia
- Cariniana paraensis R.Knuth
- Couratari bragancae R. Knuth
- Couratari panamensis Standl.
- Couratari paraensis Mart. ex O.Berg
- Couratari pulchra Sandwith
- Lecythis couratari Spreng., nom. illeg.
- Lecythopsis guianensis Oken[1]